# Opera dei congressi e dei comitati cattolici
L'Opera dei congressi e dei comitati cattolici, spesso abbreviata in Opera dei congressi, fu un'organizzazione cattolica italiana. Nacque nel 1874 e fu sciolta nel 1904.

## Storia
«L'Opera dei Congressi e dei Comitati Cattolici è costituita allo scopo di riunire i Cattolici e le Associazioni Cattoliche d'Italia, in una comune e concorde azione, per la difesa dei diritti della Santa Sede, e degli interessi religiosi e sociali degli Italiani, conforme ai desideri e agli eccitamenti del Sommo Pontefice, e sotto la scorta dell'Episcopato e del Clero».
Articolo 1 dello Statuto dell'Opera dei Congressi.
Il 2 ottobre 1871, nel corso di una riunione di esponenti cattolici a Venezia tenutasi nell'imminenza del 300º anniversario della battaglia di Lepanto (7 ottobre 1571), venne annunciata la formazione di un comitato promotore del I Congresso cattolico italiano. Fu Carlo Cazzani, a nome del Consiglio superiore della Società della gioventù cattolica, a proporre il congresso. Le assise si tennero nei giorni 12-16 giugno 1874, sempre a Venezia. L'anno successivo, al II Congresso (Firenze, 1875) fu annunciata ufficialmente la costituzione dell'«Opera dei Congressi Cattolici in Italia» (denominazione provvisoria che verrà sostituita nel 1881). Il bolognese Giovanni Acquaderni, presidente della Società della gioventù cattolica, fu anche il primo presidente dell'Opera. Papa Pio IX inviò un breve di approvazione alla neonata associazione il 25 settembre 1876.
Scopo fondamentale dell'Opera dei congressi era quello di tutelare i diritti della Chiesa, ridotti ai minimi termini dopo l'unificazione italiana, e di promuovere le opere caritative cristiane (dopo il loro scioglimento imposto dalla legislazione antiecclesiastica) coordinando le attività delle associazioni laicali cattoliche. In ambito nazionale l'organizzazione si uniformava al divieto pontificio contenuto nel non expedit (le direttive pontificie erano chiare: Nessun partito cattolico in Italia per il momento, ma solo azione cattolica). In ambito provinciale e comunale si adoperava invece affinché i cattolici si organizzassero e venissero eletti negli consigli locali. Nei primi anni l'Opera organizzò l'azione degli adulti, mentre la Società della gioventù cattolica continuò a dedicarsi ai giovani. Centro di propulsione del cattolicesimo nazionale, l'Opera favorì il coordinamento tra le associazioni cattoliche preesistenti; non agì su base legittimista, bensì operò per il suo superamento. I comitati regionali avrebbero dovuto allargare la propria azione fino a scavalcare i confini degli stati preunitari. L'Opera pubblicò un suo bollettino ufficiale, il settimanale Il Movimento Cattolico, il cui primo numero uscì il 1º gennaio 1880.
L'Opera dei Congressi era organizzata in modo gerarchico e accentrato, con sede centrale a Venezia e una struttura periferica articolata in comitati regionali, diocesani e parrocchiali; convocava periodicamente i propri congressi nazionali, in cui si discutevano le questioni di maggiore rilevanza per il movimento cattolico. Nel 1881, al congresso di Bologna, l'Opera assunse il nome definitivo. Successivamente conobbe un rapido sviluppo, radicandosi soprattutto in Lombardia e nel Veneto, promuovendo una vasta attività economica e sociale con la fondazione di casse rurali, società di mutuo soccorso e cooperative. 

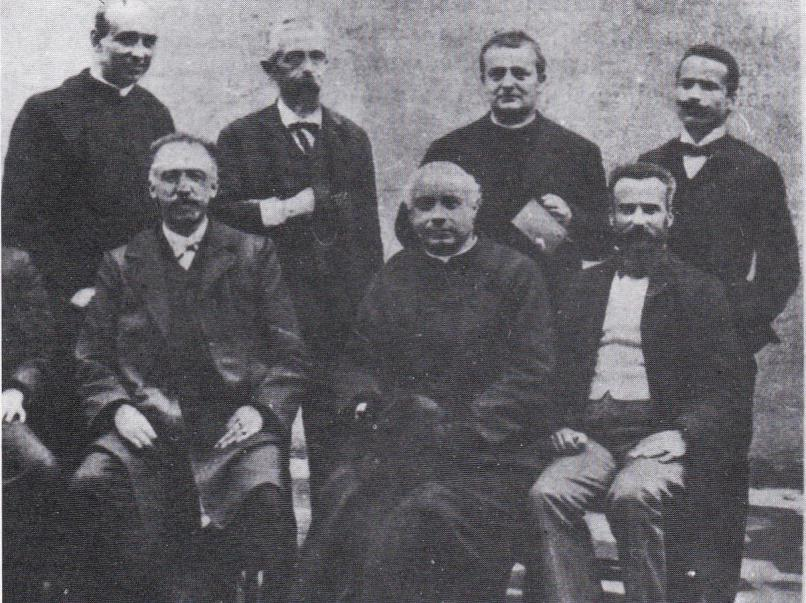
La presidenza del II gruppo generale dell'Opera dei Congressi. Seduti da sinistra: Stanislao Medolago Albani, mons. Giorgio Gusmini, Giovanni Grosoli. In piedi: G. Daelli, Giuseppe Toniolo, G. Faraoni e Archimede Pasquinelli.

Il gruppo dirigente era riunito nel Comitato generale permanente, la cui attività venne organizzata nel 1887 (congresso di Lucca) in cinque sezioni: I) Organizzazione, guidata da Giovanni Battista Paganuzzi (1841-1923); II) Economia sociale (diretta da Stanislao Medolago Albani); III) Educazione (guidata da mons. Giacomo Radini Tedeschi); IV) Stampa (diretta da don Francesco Magoni); V) Arte (condotta da Maurizio Dufour). Altre note personalità inserite al vertice dell'Opera furono il giornalista padovano Giuseppe Sacchetti (1845-1906), il suo concittadino e amico Antonio Baschirotto (1842-1920), il conte avvocato Alberto de Mojana (1835-1909), i sacerdoti e fratelli Scotton, Jacopo (1834-1910), Andrea (1838-1915) e Gottardo (1845-1916). Nello stesso anno 1887, 25º anniversario dalla nomina a vescovo di papa Leone XIII, l'associazione promosse una petizione al Parlamento per la conciliazione e l'indipendenza del pontefice. Furono raccolte oltre mezzo milione di firme.
Negli anni l'azione propagandistica effettuata dalle associazioni cattoliche aderenti all'Opera portò a significativi risultati. Al XV Congresso (Milano, 30 agosto – 3 settembre 1897), vennero diffusi i seguenti dati: 1830 nuovi comitati parrocchiali; 310 nuove sezioni giovanili; 160 nuove casse rurali; 223 nuove società operaie; 33 periodici e 16 circoli universitari. Il Congresso del 1897 fu il primo ad ottenere una certa risonanza anche sugli organi di stampa non cattolici: la stampa liberale pubblicò ampi resoconti, riferendone i dibattiti e le decisioni.
Sull'onda del successo di quelle assise nacquero due nuove riviste cattoliche: in ottobre Giovanni Battista Valente fondò a Genova «Il Popolo Italiano» e nel gennaio del 1898 uscì a Roma «Cultura sociale» di don Romolo Murri. All'interno dell'Opera dei congressi permanevano due tendenze: vi era chi la considerava unicamente come un'associazione di educazione cristiana (i soci più adulti); altri invece volevano farne un partito (i giovani). 
Il 1898 fu un anno cruciale per tutto il movimento cattolico italiano. I moti di piazza di Milano suscitarono una vasta impressione presso i ceti popolari; la repressione che ne seguì colpì indifferentemente socialisti e cattolici: anche questi ultimi furono infatti accusati di preparare un complotto insurrezionale contro lo Stato. Sulle associazioni dell'Opera si abbatterono i provvedimenti repressivi del governo: vennero soppressi 4 comitati regionali, 70 comitati diocesani, 2.600 comitati parrocchiali, 600 sezioni giovanili e 5 circoli universitari. Molti giornali vennero chiusi. A Milano furono sciolti tutti i Comitati Cattolici (circolare del 26 maggio 1898).
Al congresso di Roma del 1900 le due correnti (adulti e giovani) si scontrarono per la prima volta. La novità fu che il nuovo presidente, Giovanni Battista Paganuzzi, si schierò a favore dell'azione politica. L'anno seguente papa Leone XIII pubblicò la Graves de Communi Re. L'enciclica era rivolta a tutte le associazioni cattoliche. La Santa Sede chiarì che i laici dovevano impegnarsi nell'apostolato e non in politica. Nel 1902 Giovanni Battista Paganuzzi rassegnò le dimissioni. I tempi stavano cambiando rapidamente e l'affermarsi dei movimenti cristiano-democratici, favorevoli all'attenuazione del non expedit, se non alla sua sospensione, fece innescare una crisi interna. Al congresso di Bologna (dal 10 al 13 novembre  1903), presieduto dal conte Carlo Zucchini, per la prima volta prevalsero i giovani capeggiati da don Romolo Murri: il movimento si spezzò in due tronconi. Quando il conflitto tra le due anime dell'Opera apparve irrisolvibile, Papa Pio X decise lo scioglimento dell'organizzazione stessa (28 luglio 1904), ad eccezione della II Sezione permanente (Economia sociale).
Con la soppressione dell'Opera dei Congressi si veniva a creare un vuoto, che doveva essere necessariamente colmato. Nel giugno 1905 il pontefice promulgò l'enciclica Il Fermo Proposito, nella quale dettò nuove norme di azione e di organizzazione.  
Al posto dell'Opera nacquero tre distinte organizzazioni, indipendenti tra loro:
- l'Unione Popolare fra i Cattolici d'Italia;
- l'Unione Economica Sociale dei Cattolici Italiani (derivata direttamente dalla II Sezione permanente, che mantenne come direttore Stanislao Medolago Albani);
- l'Unione Elettorale Cattolica Italiana.

Presidenti delle tre organizzazioni laicali cattoliche
| Unione Popolare (1906-1922) | Unione Economico-Sociale (1906-1919)                             | Unione Elettorale Cattolica Italiana (1906-1919)                                                                |
| Giuseppe Toniolo (1907-1908) Antonio Boggiano Pico (ad interm 1909) Ludovico Necchi (1910-1912) Giuseppe Dalla Torre (1912-1920) Bartolomeo Pietromarchi (1920-1922) | Stanislao Medolago Albani (1906-1915) Carlo Zucchini (1915-1919) | Filippo Tolli (1906-1910) Ottorino Gentiloni (1910-1916) Carlo Santucci (1915-1918) Giorgio Montini (1918-1919) |

L'esigenza fondamentale per i cattolici rimaneva l'opera di formazione spirituale. Le tre Unioni appena create venivano subordinate ad essa e soggette all'autorità dei vescovi.

Divenuto Papa Benedetto XV, fu costituita la Giunta permanente dell'Azione Cattolica (25 febbraio 1915, presidente Giuseppe Dalla Torre, segretario don Luigi Sturzo).

L'Unione Economico-Sociale e l'Unione Elettorale Cattolica cessarono di esistere in seguito alla fondazione, rispettivamente, della Confederazione italiana dei lavoratori (1918) e del Partito Popolare Italiano. Nel 1922 Papa Pio XI sciolse l'Unione Popolare allorché fu istituita l'«Unione nazionale uomini cattolici».

## Serie dei presidenti
- (1874-1878) Giovanni Acquaderni
- (1878-1884) Scipione Salviati
- (1884-1889) Marcello Venturoli

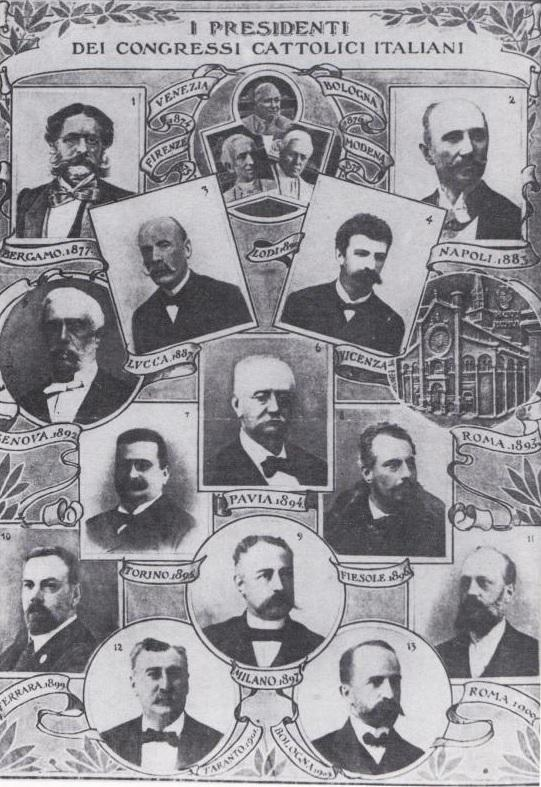
I presidenti dei congressi cattolici italiani.

- (1889-1902) Giovanni Battista Paganuzzi
- (1902-1904) Giovanni Grosoli

## Cronologia dei congressi
I congressi organizzati dall'Opera furono i seguenti:
- I: Venezia, 12-16 giugno 1874
- II: Firenze, 22-26 settembre 1875
- III: Bologna, 9 ottobre 1876 (sospeso dall'autorità pubblica dopo la prima giornata)
- IV: Bergamo, 10-14 ottobre 1877
- V: Modena, 21-24 ottobre 1879
- VI: Napoli, 10-14 ottobre 1883
- VII: Lucca, 19-23 aprile 1887
- VIII: Lodi, 21-23 ottobre 1890
- IX: Vicenza, 14-17 settembre 1891
- X: Genova, 4-8 ottobre 1892
- XI: Roma, 15-17 febbraio 1894
- XII: Pavia, 9-13 settembre 1894
- XIII: Torino, 9-13 settembre 1895
- XIV: Fiesole, 1-4 settembre 1896
- XV: Milano, 30 agosto-3 settembre 1897
- XVI: Ferrara, 18-21 aprile 1899
- XVII: Roma, 1-5 settembre 1900
- XVIII: Taranto, 2-6 settembre 1901
- XIX: Bologna, 10-13 novembre 1903
- XX: Modena, 9-13 novembre 1910